# Theodor Ankermann
Theodor August Ankermann (* 20. Mai 1888 in Offenbach am Main; † 8. Januar 1967) war ein deutscher Gewerkschafter und Politiker.

## Leben
Ankermann war gelernter Sattler. 1905 wurde er Mitglied des Verbandes der Sattler. 1907 trat er der SPD bei. Ankermann war ab 1916 Betriebsvertrauensmann und zwischen 1918 und 1923 Betriebsratsvorsitzender. Im Dezember 1918 war er Delegierter zum 1. Allgemeinen Betriebsrätekongress in Berlin. 1919 wurde er Mitglied der KPD.
Von 1921 bis 1926 war er Vorsitzender des Ortsausschusses Offenbach des Deutschen Sattler-, Tapezierer- und Portefeuillerbandes. Von 1923 bis 1933 wirkte er zudem als Sekretär der Ortsverwaltung Offenbach dieses Verbandes. Er war Abgeordneter des Provinzialtags der Provinz Starkenburg im Volksstaat Hessen. 1929 verließ Ankermann die KPD und wurde Mitglied der KPO. 1932 wechselte er dann zur SAP.
Nach der „Machtergreifung“ der Nationalsozialisten wurde Ankermann zwischen 1933 und 1939 mehrmals verhaftet. Im August 1944 wurde er ins KZ Dachau eingeliefert.
Nach Kriegsende gehörte Ankermann zu den Gewerkschaftern der ersten Stunde und zu den Gründungsmitgliedern der Arbeiter-Partei (AP) in Offenbach. Er trat jedoch bereits im Mai 1946 aus dieser Partei wieder aus, da die AP für den Kandidaten der CDU für das Amt des Oberbürgermeisters von Offenbach – Fritz Reinicke – gestimmt hatte. Ankermann schloss sich daraufhin der SPD an.
Ab Oktober 1945 war Ankermann Vorsitzender der Gewerkschaft Ledererzeugung und Lederverarbeitung in Offenbach, dann ab Juni 1946 Vorsitzender der Gewerkschaft Textil, Bekleidung, Leder in Hessen. Von April 1949 bis 1953 wirkte er als Zweiter Vorsitzender der Gewerkschaft Leder für die Trizone bzw. für die Bundesrepublik sowie als Leiter der Tarifabteilung ihres Hauptvorstandes in Stuttgart.